# 北野里沙
北野 里沙（きたの りさ、1985年6月30日 - ）は、日本のヴォーカリスト（シンガーソングライター、ソプラノ）。クラシックからポップスまでジャンルを超えた「歌う架け橋」として活躍している歌手で、ラジオパーソナリティも務める。2022ミス東京（ミス・ジャパン東京代表）。

## 経歴
- 大阪府出身。
- 東京音楽大学大学院修了[4]。
- 2013年3月にロッシーニ歌劇場（イタリア・ペーザロ市）でソリストとしてイタリアデビュー[5]。
- 2014年9月3日に日本クラウンからシンガーソングライターとしてメジャーデビュー[2]。
- 2022年ミス・ジャパン東京大会グランプリ受賞[6]。

### 人物・エピソード
- 身長172cm。かに座。
- 趣味は、旅・食・音楽、舞台鑑賞・映画・読書・イタリア語・飛行機鑑賞。
- 高校2年生のとき、たまたま聴いたサラ・ブライトマンのポップスのアルバムで、Casta Diva（カスタ・ディーヴァ）という曲に感動し、調べたところオペラの曲だと知り、「どうしてもこの曲を歌いたい！」という思いから、音大受験を決意。課題曲を練習し合格[7]。
- イタリア留学中、勉強だけでは飽きたらず、路上で日本の歌を歌っていた。そのことから、改めて日本、そして「美しい日本のうた」への想いを強く抱き、帰国後、アーティスト活動を開始[8]。所属事務所の先輩である南こうせつに出会ってからフォークソングを聴く機会が増え、挑戦したことのなかった作詞作曲に挑戦し、2014年に初めて作詞作曲した3曲でシンガーソングライターとしてメジャーデビュー。
- 神宮外苑花火大会でオープニングアクトを務めた経歴も持つ[9]。

## ディスコグラフィー

### インディーズ
- ミニアルバム「はじまりの時」（2013年5月1日発売）
- アルバム「The day of tomorrow」

(2018年12月19日発売)

### メジャー

#### シングル
| 枚  | 発売日       | タイトル     | オリコン |
| --- | ------------ | ------------ | -------- |
| 1st | 2014年9月3日 | 母からの手紙 |          |

## ラジオ出演

### レギュラー番組
- Fm yokohama 「First Position」（2014年10月～)

## テレビ出演
- 2014年8月30日・9月27日・10月25日 サブちゃんと歌仲間（BSジャパン）
- 2014年11月29日 weekend Hips（TOKYO MX）

### コンサート
- 2014年3月23日 北野里沙コンサート「ファーストポジション」Mt.RAINIER HALL SHIBUYA PLEASURE PLEASURE)[10]
- 2014年7月19日 北野里沙コンサート「ファーストポジションⅡ」(Mt.RAINIER HALL SHIBUYA PLEASURE PLEASURE)[11]
- 2015年2月20日 北野里沙コンサート「ファーストポジション」(山武市成東文化会館のぎくプラザ)[12]
- 2015年1月3日〜7日「クリエンターレ!」（日比谷シアタークリエ）[13]